# Orimarga (Orimarga) tenuistyla
Orimarga (Orimarga) tenuistyla is een tweevleugelige uit de familie steltmuggen (Limoniidae). De soort komt voor in het Oriëntaals gebied.